# Jan Daubmann
Jan (też: Johannes, Hans) Daubmann (ur. przed 1545 w Torgau, zm. po 26 VIII 1573) – niemiecki drukarz działający w Królewcu w XVI w., związany z ruchem reformacyjnym.
W latach 1545–1554 był drukarzem i księgarzem w Norymberdze. W 1554 został sprowadzony do Królewca przez księcia Albrechta, gdzie drukował na potrzeby księcia, a niekiedy także dla Akademii Albertina. Drukarnia Daubmanna wchłonęła pozostałości po wcześniejszych drukarniach Hansa Luffta, Aleksandra Auguzdeckiego, Jana Maleckiego. Daubmann w ciągu 20 lat wydał przynajmniej 240 druków w językach: łacińskim, greckim, niemieckim, litewskim i polskim. Dużą część produkcji oficyny stanowiły dzieła protestanckie, wydawane w języku polskim i rozprowadzane w Rzeczypospolitej. Z oficyną współpracowali m.in. Jan Seklucjan, Jan Radomski i Hieronim Malecki. Po śmierci Daubmanna drukarnię prowadzili jego dziedzice (najpierw syn Bonifacy, następnie zięć Georg Osterberger).